# Býkovice
Býkovice település Csehországban, a Blanskói járásban. Lakosainak száma 273 fő (2024. január 1.).

## Fekvése
Býkovice Brťov-Jeneč, Žernovník, Dlouhá Lhota, Černá Hora, Bořitov, Žerůtky és Lysice településekkel határos.

## Népesség
A település lakosságának változását az alábbi diagram mutatja:
| Lakosok száma | 359  | 341  | 379  | 288  | 227  | 200  | 216  | 235  | 253  | 273  |
|               | 1869 | 1900 | 1921 | 1961 | 1980 | 2011 | 2016 | 2019 | 2021 | 2024 |